# Eurydice I van Macedonië
Eurydice (II) was de tweede echtgenote van de Macedonische koning Amyntas III (392-370 v.Chr.).
Zij was de moeder van drie Macedonische koningen:
1. Alexander II (370-368 v.Chr.),
2. Perdiccas III (365-359 v.Chr.) en
3. Philippus II (359-336 v.Chr.)